# بروستات
البروستات أو البُرُسْتاتة أو المُوثَة هي غدة تناسلية ذكرية توجد أسفل البطن وتحيط بالإحليل في مكان خروجه من المثانة.

## الوظيفة
- تعمل البروستات على إفراز السائل المنوي بالاشتراك مع غدة كوبر الذي يغذي الحيوانات المنوية.
- تحيط بها شبكة من الأوردة تسمى العنقود البروستاتي الذي له أهمية خاصة في دفع الدم إلى العضو التناسلي أثناء الانتصاب.

## الإفرازات
إفراز سائل حليبي الشكل، أثناء العملية الجنسية، وهو سائل قاعدي التفاعل، يحتوي على دهون فوسفورية تكسبه اللون الحليبي، وهو يعمل على تخفيف لزوجة السائل المنوي ليسهّل حركة الحيوانات المنوية.

## التكوين
تتكون البروستاتا من جزئين الأول يسمى الجزء الغددي ويقع في الداخل ويحيط به ويتخلله الجزء الآخر ويتكون من نسيج ليفي عضلي، وتغذي البروستاتا أوعية دموية كثيرة وتحيط بها شبكة من الأوردة تسمى العنقود البروستاتي.
البروستات هي إحدى غدد الجهاز التناسلي الذكري. أما عند البالغين فهو بحجم حبة الجوز تقريبًا، ويبلغ متوسط وزنه حوالي 11 جرامًا ويتراوح عادةً بين 7 و16 جرامًا. تقع البروستات في الحوض. يقع أسفل المثانة البولية ويحيط بالإحليل. ويسمى الجزء الذي يمر عبره بالإحليل البروستات الذي يتصل بقناتي القذف. البروستات مغطاة بسطح يسمى كبسولة البروستات أو اللفافة البروستات.
تم وصف البنية الداخلية للبروستاتا باستخدام الفصوص والمناطق. بسبب الاختلاف في أوصاف وتعريفات الفصوص، يتم استخدام تصنيف المنطقة في الغالب.

## اضطرابات البروستات
مشاكل البروستات الرئيسية تنقسم إلى ثلاثة أصناف هي:

### احتقان البروستات
ويبدأ في الحدوث مع البلوغ أو بعده بفترة قصيرة نتيجة لزيادة إفرازات وتدفق الدم في المنطقة التناسلية مع كل إثارة جنسية وعدم وجود تفريغ مستمر. ويكون الاحتقان في المنطقة التناسلية مصحوباً مع إفرازات شفافة قبل أو بعد التبول تزول آلام الاحتقان بسهولة عند حدوث تفريغ للسائل المنوي. كما توجد بعض أنواع الأدوية المضادة للاحتقان.
هناك فرق بين تضخم البروستاتا الذي يصيب المسنين وبين التهابات البروستاتا التي تصيب الذكور في أي مرحلة من مراحل العمر بعد البلوغ.
التهابات البروستاتا من الأمور المثيرة للجدل فيما يتعلق بالأعراض والمضاعفات وكذلك بالنسبة لنتائج التحليل المخبرية لفحص إفراز البروستاتا وكذلك حجم الغدة. بعض المرضى المصابون بالتهاب البروستاتا لا يشكون من أي أعراض مطلقاً في الوقت الذي تكون فيه الغدة في حالة التهاب مزمن والبعض الآخر قد يشكو من أعراض التهاب بالبروستاتا في الوقت الذي لا تُظهر التحاليل المخبرية أي جراثيم.
ولا بد هنا من الإشارة إلى ما يأتي:
- بعض الجراثيم التي تغزو البروستاتا لا يمكن رصدها بالتحاليل المخبرية العادية خاصة الفيروسات وبهذا تظهر نتيجة التحاليل سلبية.
- قد تظهر بعض المختبرات الجراثيم غير الضارة والتي تتعايش عادة بالغدة دون إحداث أي خلل بخلاياها. ونتيجة لذلك قد يتعاطى الشخص المضادات الحيوية لمدة طويلة دون جدوى، بالإضافة إلى المضاعفات والأضرار التي قد تسببه تلك المضادات.

فغدة البروستاتا بها حويصلات عديدة قد تمتلئ بالصديد وتقفل قنياتها وتتحوصل بها الجراثيم وتمتلئ بالصديد وبالتالي يصبح من الصعوبة وصول المضادات الحيوية إليها. إذ لا بد من مضادات حيوية فعالة لها مواصفات معينة، مثل مقدرتها على اختراق الأنسجة ووصول منطقة الالتهاب وكذلك مدى إمكانية المضادات في الذوبان في الدهنيات وأن تكون قاعدية حتى تستطيع الوصول إلى أنسجة البروستاتا ذات العصارة الحامضية.
لهذا يجب الحذر من تناول المضادات الحيوية دون استشارة الطبيب والصبر في متابعة العلاج.

### ضخامة البروستات
تضخم البروستاتا أو تورم البروستاتا الحميد وهو يصيب الرجال غالباً بعد سن الخمسين ويؤدي إلى مشاكل بالتبول كتقطع البول، وكثرة التبول، آلام عند التبول، إضافة إلى الاحتباس البولي في بعض الحالات.
يتم تشخيص الحالة عن طريق موجات فوق صوتية على البروستاتا بالإضافة إلى تحليل لدلائل الأورام في الدم، بما يسمى «معامل تضخم البروستاتا».
وهناك عدة طرق علاجية كإعطاء بعض الأدوية في الحالات البسيطة. إما في الحالات الشديدة فتلزم الجراحة ولها عد طرق، منها العلاج الحراري أوالعلاج بالتجميد وهو علاج حديث الجراحة في حالات التضخم الشديد، والعلاج بالإشعاع وهي علاجات تصغّر البروستات وتبقي عليها، أو بالجراحة فقط واستئصال البروستات كليا.

### أورام البروستات
وهي في العادة تكون أورام خبيثة وهي شائعة في الرجال بعد سن الستين وتزيد نسبتها بصورة كبيرة بعد سن الثمانين. يتم تشخيص الحالة عن طريق الأشعة فوق الصوتية والمقطعية والرنين المغناطيسي تشخيص عن طريق بعض دلالات الأورام بالدم (ما يسمى قيمة PSA). وطرق العلاج هي العلاج الدوائي، العلاج الكيميائي، العلاج الإشعاعي والجراحة لاستئصال البروستاتا. يلزم العلاج الجراحي عند التأكد من وجود أورام خبيثة في البروستات. والطريقة الأكيدة لمعرفة إصابة المريض بورم خبيث هو أخذ عينات (بعض الأنسجة) منها وفحصها وعلى أساسها يقرر الطبيب عن لزوم الجراحة من عدمه.

### سلامة البروستاتا الطريق نحو الصحة والفحولة
مع تقدم الرجل في العمر يقل لديه إنتاج هرمون «التستوستيرون» وتزيد معه الشكاوي الشائعة كتضخم البروستاتا الذي يصاحبه التهابات المثانة أو الحالب أو الكلي، ونتيجة لنمط الحياة الخاطئ أصبحت الأمراض المرتبطة بالشيخوخة ومشاكل البروستاتا والضعف الجنسي غير مرتبطة بعمر معين بل أصبحت تصيب الشباب في منتصف العمر.
ويعرف الأطباء البروستاتا بأنها عبارة عن غدة صغيرة شبيهة بحبة الكستناء تحيط بعنق المثانة والإحليل الخلفي (مجرى البول الخلفي) ووزنها الطبيعي يتراوح ما بين 14 إلى 20 جراما، وتقوم هذه الغدة الحساسة للهرمونات بالمشاركة في تكوين السائل المنوي ومده بالمواد المغذية للنطف لتزويدها بالطاقة اللازمة للحركة، وتمكينها من الإخصاب.
ويؤكد الأطباء أن كلما تقدم الرجل في العمر زاد احتمال إصابته بتضخم البروستاتا لديه، وهي حالة طبيعية شائعة مع تقدم العمر وتصيب الرجال بنسبة 80 % بعد سن الأربعين عادة.
ويحدث التضخم في الفص الأوسط الذي يقع حول مجرى البول الخلفي، ويؤدي إلى زيادة وزن وحجم البروستاتا إلى الضغط على أنسجة مجرى البول فتعيق اندفاع البول أو يضيق مجراه لدرجة الانسداد بدرجات متفاوتة.
- إقبال الشباب صغير السن على ارتياد صالات «الجيم» لبناء الجسم (بادي بلدنج)، وللوصول إلى الشكل المطلوب يتعاطون هرمونات الذكورة وهرمون النمو الذي يؤثر بالسلب على وظائف الخصية ويضعف القدرة على إنتاج الحيوانات المنوية.
- زيادة معدلات تناول الأغذية خارج المنزل «التيك واي» أو شراء أغذية مصنعة، الأمر الذي يؤثر على تدهور حال الكبد وزيادة السموم بالجسم والمعاناة من الأنيميا والمشاكل الصحية وانخفاض الكفاءة البدنية والعصبية والذهنية.
- عدم الانتظام في ممارسة الرياضة، زاد من معاناة الذكور من زيادة الهرمونات الأنثوية مع زيادة ضغوط الحياة والمعاناة من المشاكل النفسية.
- التوتر بشكل عام يؤدي للضعف الجنسي، كذلك المعاناة التي تؤدي للإصابة بالاكتئاب والقلق والتدهور النفسي.
- تناول الخبز والمخبوزات بصورة كبيرة يسبب تدهور جنسي والإصابة بالعقم، بسبب إضافة مادة الأيتايل بروميد لصوامع القمح تحت ستار المبيدات الحشرية والمسببة للضعف عند الرجال وتكيسات المبايض والأورام للنساء.
- هذا التدهور أدى ببعض الشباب لـتناول المهدئات ومضادات الاكتئاب والمنشطات في محاولة أخيرة لزيادة النشاط الجنسي، ولكنها تؤدي لنشاط لفترة محدودة ثم تدهور شديد يصل لعدم الرغبة.
- تناول أغذية تسبب التدهور الجنسي للرجال (المقليات - أغذية التيك واي كلها - الدهون - الخبز والمخبوزات - النسكافيه بأنواعه - مشروبات الطاقة الغازية والمشروبات الصناعية – منتجات الألبان المصنعة - النباتات المهندسة وراثياً - دواجن المزارع - اللحوم المستوردة).

## نصائح وقائية
بإمكان الرجال تفادي مشاكل البروستاتا وتجنب متاعبها وخاصة عند تخطي عمر الأربعين، خلال الحرص على إتباع بعض الإرشادات الوقائية الهامة:
- شرب كميات كبيرة من الماء بين الوجبات لا تقل عن 3 لترات ماء نقي طبيعي وذلك لتلافي خروج البول في صورة مركزة، مع الحرص على عدم تناول أي أغذية بعد الساعة الثامنة مساءً، وكذلك أي مشروبات، لأنها تؤدي لملء المثانة التي تضغط على البروستاتا خاصة لمن يعانون من مشاكل الـبروستاتا مسببة الأرق والتبول عدة مرات أثناء النوم.
- عند كل تبول الحرص على تفريغ المثانة تماماً من البول، ويفضل الجلوس على شكل 4 بهدف الضغط على المثانة لتفريغها بالكامل.
- تجنب شرب: القهوة بكافة أنواعها، والمياه الغازية، وجميع العصائر الصناعية والأغذية السريعة. فهي تؤثر مباشرة على تركيب الدم وخلاياه ومسببة لإلتهابات شديدة بجدار المثانة.
- عند ممارسة عمل يستدعي جلوسا طويلا، أو نمط حياة لا يعتمد على الحركة، من الضروري التحرك 5 دقائق كل ساعتين على الأقل وتغيير وضعية الجسم، وذلك لسلامة تدفق الدم بصورة طبيعية والأكسجين للبروستاتا.
- الحذر من برودة الرأس والرقبة والجسم عند التعرض لبرد شديد، لذلك مراعاة تدفئة الجسم لأن البرودة تسبب زيادة مرات التبول مع حدوث متاعب البروستاتا.
- التأكد من سلامة الجهاز الهضمي والكبد مع تجنب الإمساك زيادة معدل تناول الفاكهة وعصائرها الطبيعية والثوم المجفف والليمون والنباتات الطازجة بصفة عامة مع عدم تناول الفاكهة بعد الثامنة مساءً. وتناول تفاحة صباحاً يومياً، والإكثار من تناول: الخضروات الطازجة والسلطات والحرص على تناول 2 إلى 3 ثمرات طماطم. وكذا تناول كوب لبن دافئ قبل الذهاب للنوم.
- النوم لمدة كافية لسلامة وصحة البروستاتا والجهاز الإخراجي.
- الحذر من تناول أي مقليات أو مشروبات أو أغذية تحتوي على ملونات ونكهات صناعية والدهون والشحوم الحيوانية، كما تضم قائمة المحذورات الملح والمخبوزات والجبن بكل أنواعه، كذلك عدم تناول الأغذية ساخنة جدا أو باردة جدا.

وهناك معتقد شائع أن تضخم البروستاتا مرتبط بالضعف الجنسي، ولكن يشير الخبراء إلى أن تكرار حدوث التهاب البروستاتا وانتشار الالتهاب إلى الحويصلة المنوية تسبب سرعة القذف، وكذلك حدوث ضيق في مجرى البول من أسباب الإصابة بالضعف الجنسي، كما أن بعض الأدوية التي تستخدم في علاج تضخم البروستاتا قد تؤدي للضعف.

### الضعف الجنسي
ومن أكثر أمراض العصر شيوعاً هو «الضعف الجنسي» لدى الرجال، والذي أصبح كنوبات البرد والإنفلونزا لا يفرق بين شاب وكهل، إن معدلات الإصابة بالضعف الجنسي والعقم وتدهور المناعة وزيادة حالات الضعف العام ارتفعت بدرجة كبيرة، وكشفت دراسة للمركز القومي للبحوث بالقاهرة أن هناك إرتفاع كبير في معدلات الإصابة بالضعف الجنسي والعقم، وأرجعت الدراسة سبب ذلك إلى سوء التغذية والأغذية ونمط الحياة بشكل عام، والملوثات بصفة أساسية بالإضافة لزيادة الدهون تحت الجلد وهو ما يؤدي لتحويل بعض هرمونات الذكورة إلى أنوثة.
إن المشكلة لا تتعلق بالضعف الجنسي فقط ولكن بالعقم أيضاً، وهناك دراسة سابقة لـ«مركز علاج العقم» كلية الطب (جامعة عين شمس) بدأت من عام 1960 وحتى عام 1988 أثبتت أن نسبة عدم الإنجاب بسبب مشاكل لدى الزوجة تصل لـ65%، أما حالياً زادت مشاكل العقم بسبب مشاكل لدى الرجال بنسبة 75% .
أن الضعف الجنسي لدى الرجال يأخذ عدة أشكال منها عدم الرغبة، عدم القدرة على ممارسة جنسية مناسبة، غياب الإحساس بالنشوة، وقد تلعب الزوجة دوراً أحياناً في إصابة الرجل بالضعف إذا كانت باردة أو عدم الرغبة أو الشذوذ.
وربطت الأبحاث والدراسات العلمية بين ارتفاع نسبة إصابة الرجال بالضعف الجنسي وبين مجموعة عوامل هامة في عدة نقاط:
- الدواجن يضاف لها أعلاف معالجة كيماوياً، وإضافة هرمونات تزيد من وزن الدجاج وإنتاج «كتكوت عملاق» مهندس وراثياً، وطالما تربى هذا الجيل على هذه الدواجن فسوف يظل ضعيفا، وفيما بعد سيؤثر على وظائف الخصية والإصابة بحالة من الضعف العام.
- إقبال الشباب صغير السن على ارتياد صالات بناء الأجسام (بادي بلدنج)، وتعاطيهم هرمونات الذكورة وهرمون النمو الذي يؤثر بالسلب على وظائف الخصية ويضعف القدرة على إنتاج الحيوانات المنوية.
- زيادة معدلات تناول الأغذية خارج المنزل «التيك واي» أو شراء أغذية مصنعة، الأمر الذي يؤثر على تدهور حال الكبد وزيادة السموم بالجسم والمعاناة من الأنيميا والمشاكل الصحية وانخفاض الكفاءة البدنية والعصبية والذهنية.
- عدم الانتظام في ممارسة الرياضة، زاد من معاناة الذكور من زيادة الهرمونات الأنثوية مع زيادة ضغوط الحياة والمعاناة من المشاكل النفسية.
- التوتر بشكل عام يؤدي للضعف الجنسي، كذلك المعاناة التي تؤدي للإصابة بالاكتئاب والقلق والتدهور النفسي.
- تناول الخبز والمخبوزات بصورة كبيرة يسبب تدهور جنسي والإصابة بالعقم، بسبب إضافة مادة الأيتايل بروميد لصوامع القمح تحت ستار المبيدات الحشرية والمسببة للضعف عند الرجال وتكيسات المبايض والأورام للنساء.
- هذا التدهور أدى ببعض الشباب لـتناول المهدئات ومضادات الاكتئاب والمنشطات في محاولة أخيرة لزيادة النشاط الجنسي، ولكنها تؤدي لنشاط لفترة محدودة ثم تدهور شديد يصل لعدم الرغبة.
- تناول أغذية تسبب التدهور الجنسي للرجال مثل: المقليات وأغذية التيك واي كلها والدهون والخبز والمخبوزات والقهوة بأنواعها ومشروبات الطاقة الغازية والمشروبات الصناعية ومنتجات الألبان المصنعة والنباتات المهندسة وراثياً ودواجن المزارع واللحوم المستوردة.

## صور إضافية

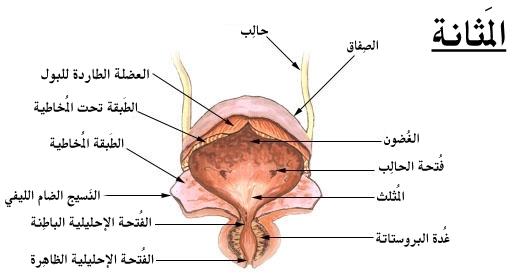
المثانة البولية
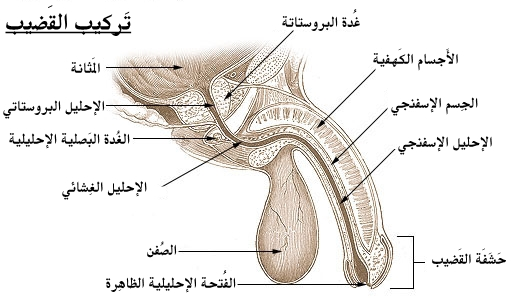
تكوين القضيب
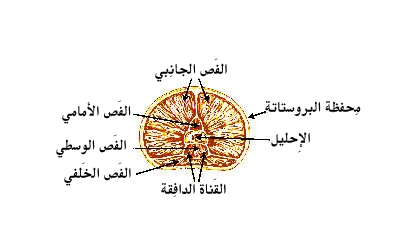
قنوات البروستات
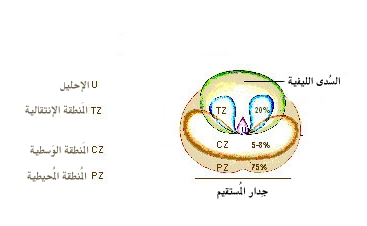
مناطق البروستات
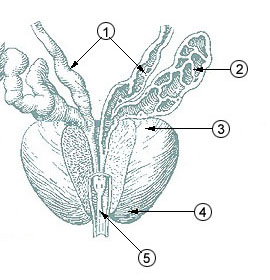
البروستات
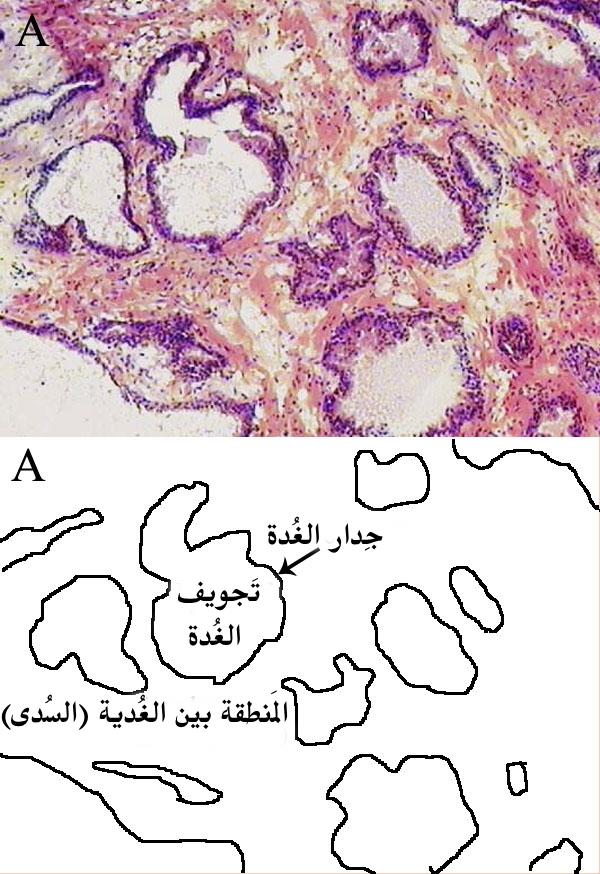
البروستات تحت المجهر الصوة توضح الغدد المجهرية في البروستات
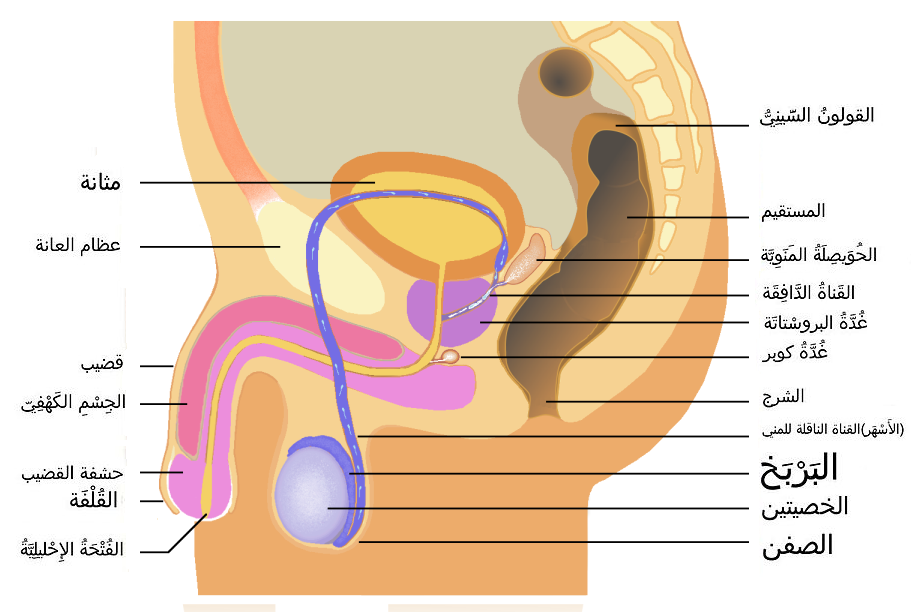
تشريح الجسم الذكري
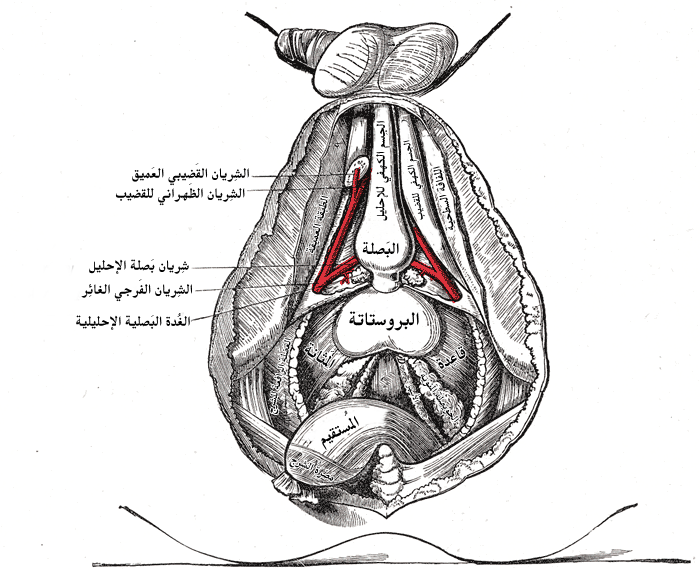
الفروع العميقة للشريان الفرجي الداخلي (الغائر).
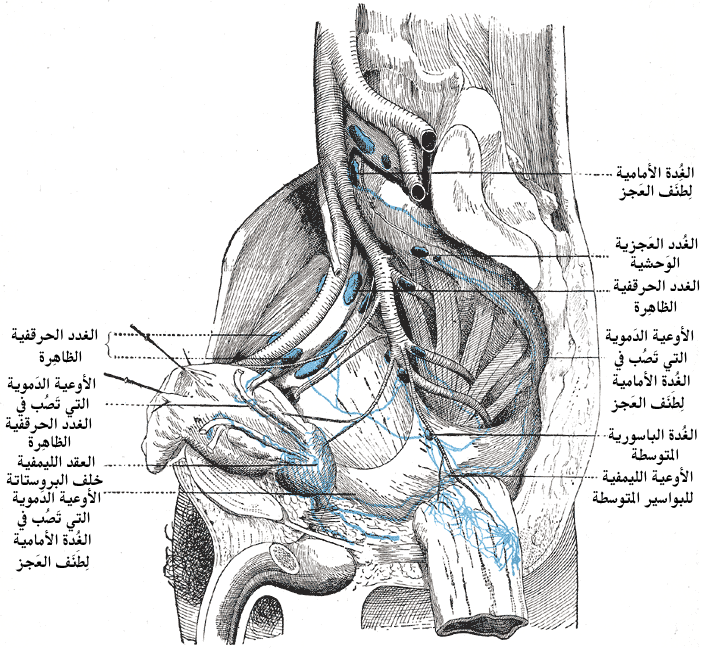
الأوعية الليمفية للبروستات.
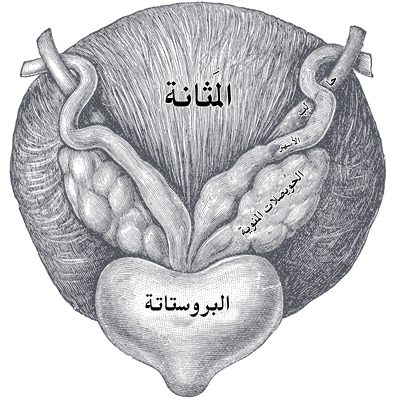
قاع المثانة وتظهر الحويصلات المنوية.
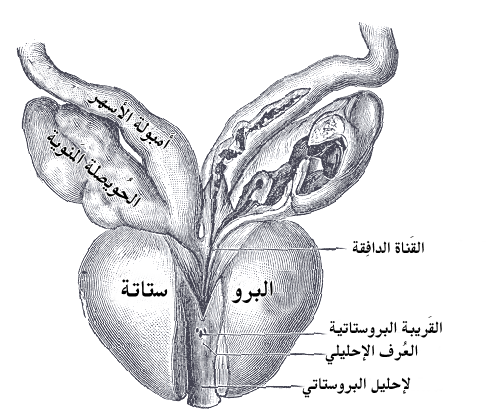
الحويصلات المنوية والتوسعات الأنبوبية (أمبولات) الأسهر كما تظهر من الأمام.
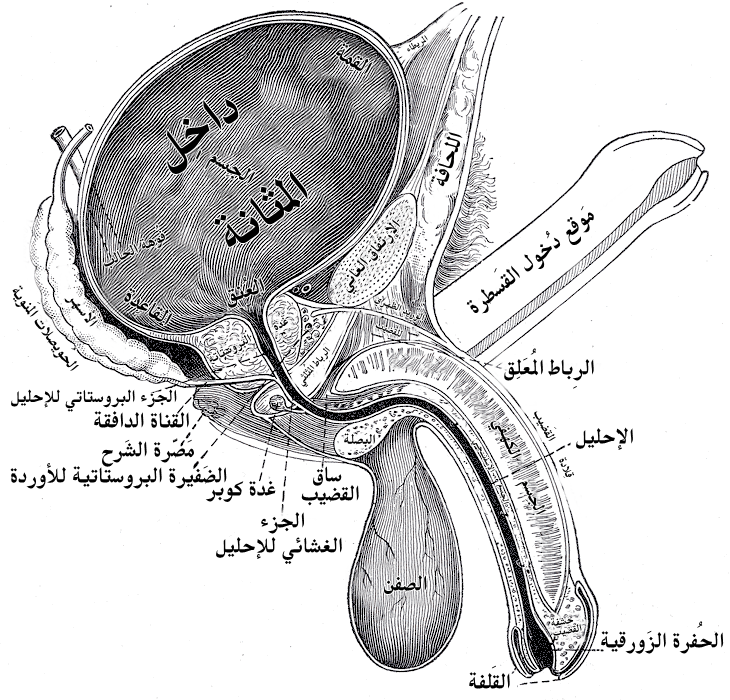
مقطع عمودي للمثانة، القضيب والأحليل